# 文森特 (加利福尼亞州)
文森特（英語：Vincent）是位於美國加利福尼亞州洛杉磯縣的一個人口普查指定地區。

## 地理
文森特的座標為34°05′55″N 118°55′28″W / 34.09861°N 118.92444°W，而該地最高點為海拔高度983米（即3225英尺）。

## 人口
根據2010年美國人口普查的數據，文森特的面積為3.809平方千米，當中陸地面積為3.809平方千米，而水域面積為0.000平方千米。當地共有人口15922人，而人口密度為每平方千米4,180人。